# Aspar
För andra betydelser, se Asp. För MotoGP-stallet med samma namn, se Aspar Team.

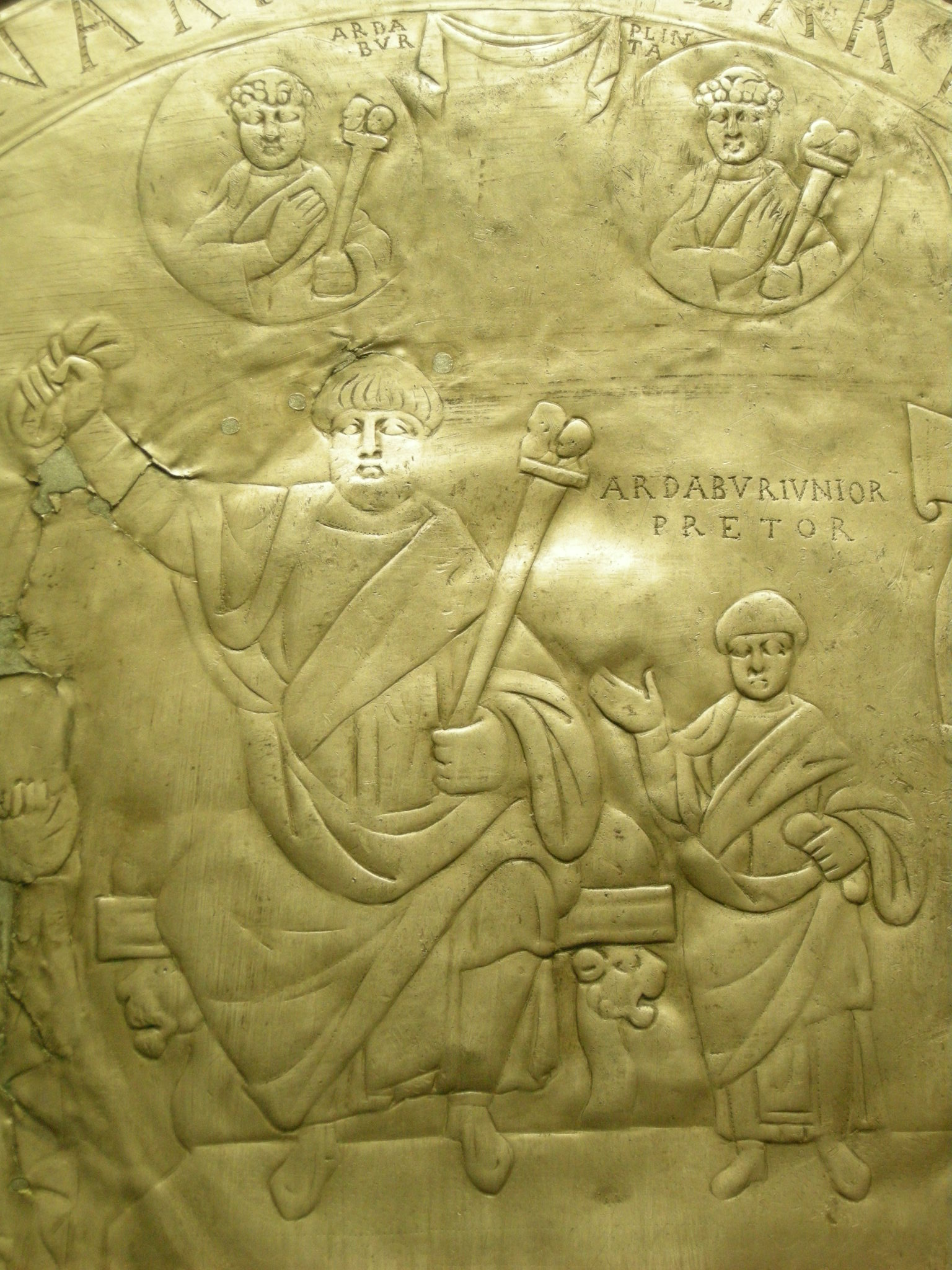
Silverplatta (missorium) som avbildar Aspar och hans son Ardabur

Flavius Ardabur Aspar, död 471, var en östromersk statsman och fältherre.
Aspar hade goda släktförbindelser med tidens ledande germanska och romerska män och kom tidigt att spela en viktig roll. Redan under Theodosius II:s regering innehade han stor makt; den ökades ytterligare under kejsar Marcianus. Aspar var vid dennes död rikets egentlige styresman. Då han som arian ej själv kunde uppnå kejsarvärdigheten, sökte och lyckades han i stället få Leo I erkänd som kejsare 457. Till att börja såg det ut som Aspars makt skulle fortsätta. Han försökte föra en mot de germanska staterna fredlig politik och arbetade på att få sin son Ardabur utsedd till tronföljare. Emellertid avlägsnade sig kejsaren från Aspar och sökte i stället upphöja isaurern Zeno. En långvarig, ibland öppen ibland dold fejd mellan Zeno och Aspar utbröt, vilken avslutades med mordet på Aspar.